# Stephane Emaná
Stephane Onesime Emaná (Yaoundé, Camerun, 17 de juny de 1994), és un futbolista camerunès. Juga de davanter ofensiu i el seu actual equip és el Club Gimnàstic de Tarragona de la Segona divisió espanyola de futbol És germà del futbolista Achille Emana.

## Trajectòria
Stephane va jugar en les categories inferiors del Xerez CD. El 2013 va signar pel filial de l'equip tarragoní i el gener de 2016 va tenir l'oportunitat de debutar d'amb el primer equip en la Lliga Adelante. Als seus 21 anys Stephane Emaná va debutar en la Lliga Avanci i la seva parella en la davantera no era un altre que el seu germà Achille, de 33 anys. Amb 12 anys de diferència, junts formen l'atac dels catalans i van despertar la il·lusió dels afeccionats locals. Durant el 2016, Emana combina participacions amb la CF Pobla de Mafumet i amb el Nàstic de Tarragona de la Segona divisió d'Espanya.